# Liste des épisodes de Keroro, mission Titar
Cet article est un complément de l'article Keroro, mission Titar. Il contient la liste des épisodes de l'adaptation en série télévisée d'animation, répartie en plusieurs saisons.

## Première saison (2004-2005)
1. Je suis le sergent Keroro / Le sergent Keroro arrive sur Terre
2. Garance et Tamama / Garance est amoureuse
3. Crise de nerfs / La mission top secrète
4. Giroro voit rouge / Drôle de climat
5. Le magasin de jouets / Une maquette pour Keroro
6. Vacances au soleil / Un drôle de fantôme
7. La mission de Donaré / Tamama est jaloux !
8. Retour aux choses sérieuses / Danger pour la base
9. Kururu, un fin stratège / Le rajeunisseur
10. L'arrivée de l'envahisseur extraterrestre microscopique super Dary
11. Inédit
12. Sumomo, l'idole de l'espace / Giroro, petit ange de combat
13. Dororo, le guerrier oublié / La troupe au complet ?
14. L'offensive titarienne / Des fleurs partout
15. Terribles jumelles ! / Anti-Garance se rebelle !
16. Les sosies ?! / Donaré panique
17. Le grand duel aquatique / Histoires de fantômes
18. Crise de rires à la plage ! / Une histoire drôle
19. Grande confrontation à la fête du quartier / Keroro envahit les ondes radio
20. Artus et la petite sirène / Artus contre tout l'océan
21. Economie d'énergie / Keroro part à la campagne
22. Tamama devient chef à la place du chef
23. Des Keroro par milliers
24. Keroro et le détective de l'espace / Un emploi pour Zedor
25. Garance en danger
26. La compétition sportive
27. Un papa encombrant / Station thermale à gogo !
28. Bataille sauvage de boules de neige / Kh kh kh kh kh
29. April et Enéa ou la passion du théâtre / Keroro, info ou intox
30. Tamama et le jeune titarien / La métamorphose de Garance !
31. Perdu au milieu de la nuit
32. Rassemblement de troupeau / Parole de chat !
33. Keroro fait un cartoon ! 3
34. Keroro part en thalasso / Keroro et Arthus font une promenade
35. Opération secrète : l'anniversaire d'April
36. Keroro contre le général Hiver / La station de ski privée des Bellair
37. Les leçons de ninjutsu de Dororo / Le dinosaure de Keroro
38. Giroro tombe dans le panneau / Giroro contre April : rencontre au sommet
39. Keroro et la grande opération de Noël / Keroro et le grand nettoyage de la nouvelle année
40. Donaré ! Je veux dire bonne année ! / Des devoirs en retard
41. Le jeu de l'oie de l'espace / Dororo a le feu sacré
42. Keroro, champion du monde / Tamama et le tir jaloux de l'amitié
43. Une histoire diabolique / Giroro et la fête du printemps
44. Keroro contre Artus : un combat sportif acharné / Kururu contre Anna : un combat explosif
45. Keroro et le gâteau de l'amour / Une saint-Valentin réussie
46. L'histoire de la fille fantôme
47. April soutient la fête des jeunes filles / Dance-man en concert
48. Invasion par la paresse / Opération sauvetage soporifique
49. Keroro la débrouille / Opération déclaration d'amour
50. April une guerrière malade / Il faut sauver April
51. La section Keroro lève le camp !

## Deuxième saison (2005-2006)
1. De retour sur Terre / Tamama et Tamama sombre
2. En route pour la chasse au trésor ! / Les fleurs sont si belles
3. Artus le détective / Le retour d'un grand guerrier
4. La naissance d'un soldat / Le jour où volent les poissons
5. Les princesses de la terre battue / En Mai, fais ce qu'il te plait
6. Dororo contre-attaque / La monstrueuse grenouille des mers du sud
7. L'invasion commence par les machines automatiques / La nouvelle technique de combat de Tamama
8. Élevons un château / Keroro et son château ambulant
9. La course de voitures / La belle au bois dormant ou le manque flagrant de sommeil
10. La mystérieuse nouvelle / Un couple qui ne peut se comprendre
11. Les demoiselles cambrioleuses / Le grand combat sous-marin
12. Professeur Keroro / Réunion de famille
13. Aspiration, inspiration / Surmonter son traumatisme
14. Notre but : la Terre ! / Le visiteur de Titar
15. Opération sauvetage de l'amour / April et Enéa, une journée entre filles
16. Le mystérieux rendez-vous / Et si on créait un jeu vidéo
17. Attention, travaux exceptionnels / Le duel du destin
18. Le voyage d'April et d'Artus / Le concours estival de duo comique
19. L'affrontement général entre titariens et terriens / La toute première boulette de riz d'Enéa
20. Le fainéant des devoirs de vacances
21. Le défi des chefs cuisiniers / Duel contre le plus puissant des combattants
22. Nos vacances d'été d'il y a 20 ans
23. Keroro special
24. L'éveil de la 3e Garance
25. Emmène-moi sur la lune
26. Je vais vraiment me marier alors ? / Le Tamama impact bloqué
27. À la recherche du trésor enfoui
28. Les rencontres sportives de l'école / Un chat bien attentionné
29. Quand on fugue, on se sent vraiment seul
30. Un atout à portée de main / Vas-y Enéa, veille sur tes amis !
31. Tu veux passer dans mon émission radio ? / Combat à petite échelle
32. La mystérieuse affaire de la station thermale / Mais pourquoi est-il aussi méchant
33. Si on faisait un déjeuner dans l'espace / La chasse aux champignons
34. Tournez et permutez ! / Si je pouvais devenir magicienne
35. Un démon chez les Monaté / Jouons aux superhéros
36. Bon anniversaire Keroro ! / Donaré au pays des merveilles
37. À moi la Terre !
38. L'homme aux sept visages / Le tournoi de la dernière chance
39. Je n'ose pas te souhaiter un joyeux Noël
40. Nouvelle année, nouveau Keroro / Grand-mère est venue
41. On vous envoie tout notre amour depuis le ciel / Bataille acharnée au badminton
42. L'infiltration de la base secrète / La femme la plus puissante de l'univers
43. La Terre est à nous !
44. La dernière heure de Giroro
45. La bataille de la Saint-Valentin / La pierre de la malchance
46. Amie et ennemie / Tous les deux...
47. La stratégie de l'escapade / Souvenirs d'une rencontre
48. Les malheurs d'April / Keroppa l'espiègle
49. Amnésie générale
50. Les nouveaux envahisseurs
51. Terre, planète de l'amour
52. Bien à vous sincèrement